# Mehmed I Girej
Mehmed I Girej (1465–1523), zwany Wielkim – chan krymski od stycznia 1515 roku. Władzę przejął po śmierci swojego ojca – chana Mengli I Gireja. 
25 października 1520 roku zawarł przymierze z Zygmuntem I Starym.
W 1521 uderzył na Kazań, gdzie osadził na tronie swojego brata - Sahiba I Gireja. W lipcu 1521 zadał ciężki cios wielkiemu księciu moskiewskiemu Wasylowi III, gdy zjednoczył wojska Tatarów krymskich i kazańskich i uderzył na Moskwę.
Zmarł jesienią 1523 roku.